# Эрскин, Томас, 1-й барон Эрскин
Томас Эрскин, 1-й барон Эрскин (Thomas Erskine, 1st Baron Erskine; 1750—1823) — один из самых знаменитых и успешных адвокатов Англии конца XVIII и начала XIX вв. Известный либерал, соратник Ч. Дж. Фокса и Р. Б. Шеридана в парламенте. В «правительстве всех талантов» (1807) исполнял должность лорда-канцлера.

## Биография
Как младший сын Генри Дэвида Эрскина, 10-го графа Бьюкена он мог претендовать на место в высшем обществе, но ввиду стеснённых финансовых обстоятельств вынужден был поступить на военный корабль всего лишь мичманом (1764). В анонимном памфлете 1772 года выступал против злоупотреблений в вооружённых силах своего времени. В 1775 г. поступил в Линкольнс-Инн в качестве адвоката и довольно быстро заработал репутацию одного из самых красноречивых судебных поверенных.
Когда с началом Французской революции правительство Питта принялось преследовать радикалов и якобинцев по обвинению в измене родине, Эрскин выступил на стороне преследуемых, чем помог сбить волну репрессий. Среди прочих жертв правительства он защищал Томаса Пейна, когда тот попал под суд за публикацию «Прав человека». Это дело не принесло ему успеха, более того — от услуг Эрскина отказался его самый высокопоставленный клиент, принц Уэльский.
В 1800 году Томас Эрскин спас от смертной казни Джеймса Хэдфилда, который совершил покушение на короля Георга III. Ему удалось доказать в суде, что психическая невменяемость освобождает преступника от ответственности за последствия его поступков, что по тем временам считалось новым словом в юриспруденции. Сборники судебных речей Эрскина, которые отличались чёткостью в изложении позиции, расходились большими тиражами, особенно среди молодых юристов.
Параллельно с адвокатской развивалась парламентская карьера Эрскина. Он был членом Палаты общин в 1783-84 и 1790—1806 гг., после чего в качестве пэра Англии перешёл в Палату лордов. После 14-месячного участия в «правительстве всех талантов» отошёл от активной общественной жизни, решив посвятить себя семье. Последним его громким делом была защита королевы Каролины от обвинений в супружеской измене со стороны Георга IV.